# Brazilian bass
El Brazilian bass es un subgénero de música house. Sus orígenes están atribuidos a Alok es sigue "BYOB", con Sevenn, y "Hear Me Now",con Zeeba y Bruno Martini, en 2016.

## Características
El brazilian bass es conocido por utilizar ritmos de deep house y techno mezclados con beats de deep house, techno y bass house. Los tempos suelen oscilar entre 120 y 126 BPM.

## Artistas, DJs y etiquetas récord
Algunos de los principales protagonistas y precursores de este género musical son: Alok, Sevenn y Bruno Marini. Las etiquetas récord del género incluyen Spinnin' Records y Universal Music Brasil.